# 嬉遊曲
嬉遊曲（義大利語：divertimento），或稱娛興曲，是一種流行於十八世紀的樂種，亦有人將之視為輕組曲（尚有爭議）。嬉遊曲的主要用途是上層階級與宮廷生活（主要是在奧地利）的娛樂、社交、慶祝場合，相對於小夜曲是用於室外的演奏，嬉遊曲主要是用在室內的演奏。

## 語源
嬉遊曲的語源來自於義大利文的"divertire"，有使人歡樂、消遣的意思。

## 沿革
上述應用在巴洛克時期社交場合的音樂，在當時被稱為「餐桌音樂」（德語：Tafelmusik），許多作曲家都有這樣的作品。這個傳統在古典時期繼續，其名則改稱為嬉遊曲、小夜曲（serenade）、夜曲（notturno）、卡薩欣（cassation）等，但內容實際的差別不大。
在十八世紀，海頓與莫扎特都寫過大量的嬉遊曲。嬉遊曲形式到了十九世紀就很少有人使用，直到二十世紀初室內樂以及復古風吹起，才有一些現代作曲家又嘗試嬉遊曲的寫作。

## 音樂特色
作為小型室內合奏器樂曲，它的樂器組成、樂章數目以及曲式都十分自由。合奏人數通常在三到八人之間，通常由三到十個小樂章構成，而典型的古典時期嬉遊曲多以五樂章居多。以莫扎特嬉遊曲K. 251為例，其中的五個樂章分別為快板、小步舞曲、慢板、小步舞曲、快板。至於最後的進行曲樂章，則是供戶外演出時樂團退場之用。
嬉遊曲的曲式通常以舞曲（尤其是小步舞曲）、進行曲、變奏曲、奏鳴曲式等為主，並沒有嚴格限定。

## 著名作品
- 巴托克·贝拉，嬉遊曲（英语：Divertimento for String Orchestra (Bartók)），作品號Sz. 113。
- 沃夫岡·阿瑪迪斯·莫札特 (Wolfgang Amadeus Mozart)，写给弦乐四重奏的D大调嬉游曲,作品136/125a “第一号萨尔兹堡交响曲” Divertimento for string quartet in D major，K136/125a “Salzburg Symphony No.1”。

## 外部連結
- 嬉遊曲的免费乐谱，由国际乐谱典藏计划提供